# Soi (Thaïlande)
Pour les articles homonymes, voir Soi (homonymie).

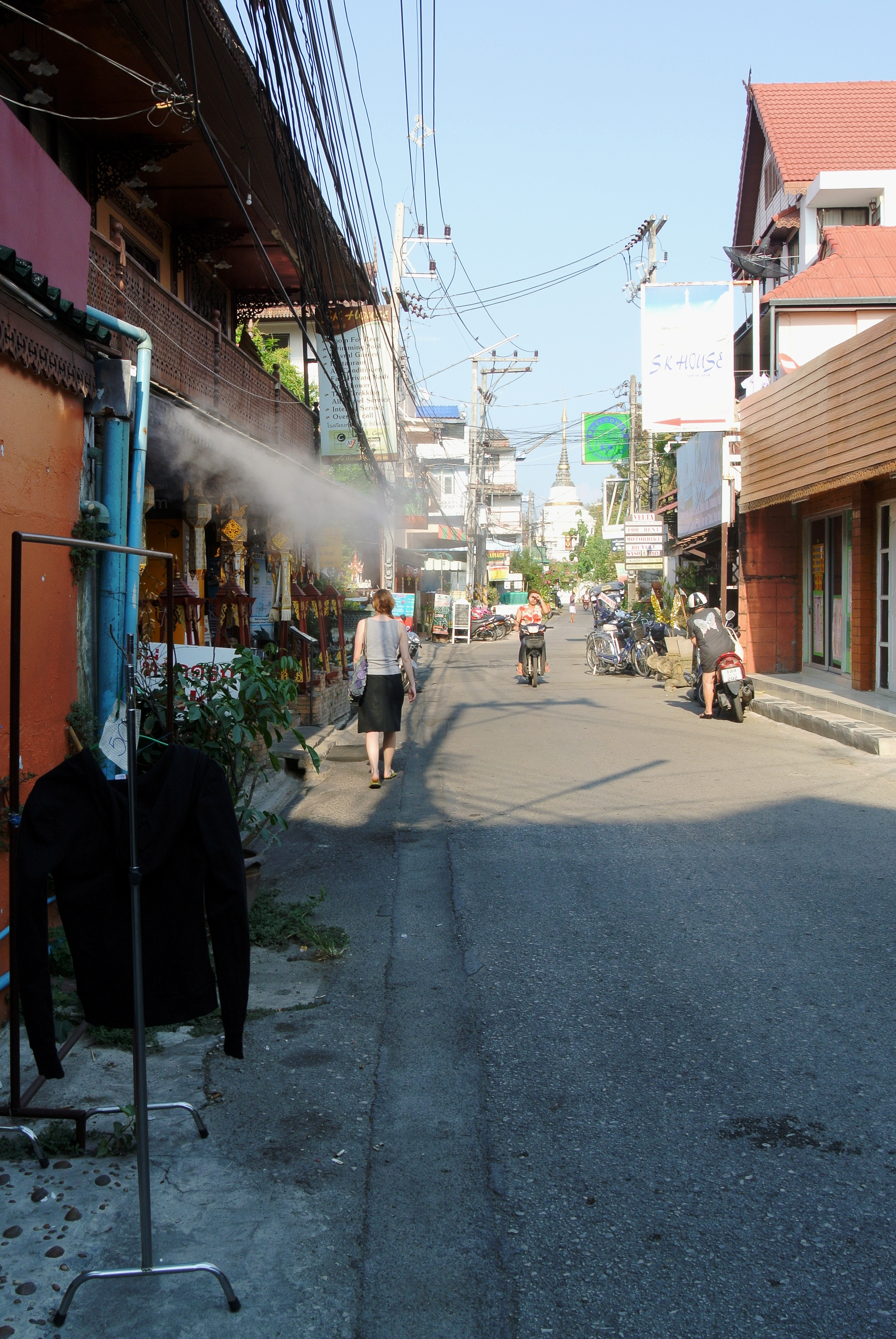
Un soi à Chiang Mai

Un soi (thaï : ซอย) désigne en Thaïlande une rue ou ruelle d'importance secondaire, qui coupe perpendiculairement une rue ou une route principale (appelée thanon, thaï : ถนน). Le tracé parfois anarchique de ces soi, ainsi que la hiérarchie flexible du système routier thaïlandais, souvent ajoutés au non-respect du RTGS, le système officiel de romanisation de la langue thaïe, constituent une exception qui pose des problèmes, notamment en cartographie.

## Fonctionnement
Les soi portent en général le nom de la route principale dont ils constituent une ramification. Ainsi, le soi numéro quatre de Thanon Sukhumvit à Bangkok peut être dénoté « Soi Sukhumvit 4 », « Sukhumvit Soi 4 », ou encore « Sukhumvit 4 ».
Les soi sont numérotés en ordre ascendant, de telle sorte que lorsque l'on se déplace sur une route principale les numéros pairs se trouvent sur la droite et les impairs sur la gauche.
Les habitations d'un soi sont également numérotées, si bien qu'une adresse comme « 150/1 Soi Sukhumvit 7 » se lit comme « la première habitation après la maison portant le numéro 150 dans le septième soi de Thanon Sukhumvit ».
Ces voies secondaires ne sont pas forcément reliées entre elles, et à Bangkok, elles sont souvent des impasses. Certains auteurs soutiennent d'ailleurs que le mode de développement traditionnel de Bangkok consiste justement en ces ramifications erratiques à partir des artères principales. Cependant, certains soi de Bangkok sont si larges qu'il arrive qu'on en parle soit comme des soi, soit comme des thanon ; c'est le cas par exemple pour Soi Sarasin/Thanon Sarasin et Soi Asoke/Thanon Asoke.